# Liste der Naturdenkmale in Oppach

Wappen von Oppach

Lage von Oppach

In der Liste der Naturdenkmale in Oppach werden die Naturdenkmale der Gemeinde Oppach im Landkreis Görlitz mit den Ortsteilen Oppach (früher Niederoppach), Fuchs (früher Neuoppach), Eichen (früher Oberoppach), Picka und Lindenberg aufgeführt.
Bisher sind lt. Quellen 4 Einzelnaturdenkmale und 0 Flächennaturdenkmale bekannt und hier aufgelistet.
Die Angaben der Liste basieren auf Daten des Geoportals Sachsenatlas und den Daten auf dem Geoportal Landkreis Görlitz.

## Definition
„Naturdenkmäler sind rechtsverbindlich festgesetzte Einzelschöpfungen der Natur oder entsprechende Flächen bis zu fünf Hektar, deren besonderer Schutz erforderlich ist
1. aus wissenschaftlichen, naturgeschichtlichen oder landeskundlichen Gründen oder
2. wegen ihrer Seltenheit, Eigenart oder Schönheit.“

„§ 18 – Naturdenkmäler – (zu § 28 BNatSchG)
(1) Die Erklärung nach § 22 Abs. 1 BNatSchG von Teilen von Natur und Landschaft als Naturdenkmal erfolgt durch Rechtsverordnung oder Einzelanordnung.
(2) Über § 28 Abs. 1 BNatSchG hinaus können Naturdenkmäler zur Sicherung von Lebensgemeinschaften oder Lebensstätten von im Bestand gefährdeten oder streng geschützten Arten festgesetzt werden.“

## Liste
Diese Auflistung unterscheidet zwischen Flächennaturdenkmalen (FND) mit einer Fläche bis zu 5 ha (bei Verordnung nach DDR-Recht auch mehr) und Einzel-Naturdenkmalen (ND).
Link zu einem Kartenansichtstool, um Koordinaten zu setzen.
| Bild                          | Bezeichnung                                   | Lage                              | Beschreibung | Datum | Nummer |
| ----------------------------- | --------------------------------------------- | --------------------------------- | ------------ | ----- | ------ |
| mehr Fotos \| Fotos hochladen | Horns Linde, vor Wohnhaus Lindenberger Str.28 | (51° 3′ 45,1″ N, 14° 29′ 28,5″ O) | ND           |       |        |
| BW                            | Lindenrundteil                                | (51° 4′ 16,3″ N, 14° 29′ 18,2″ O) | ND           |       |        |
| mehr Fotos \| Fotos hochladen | Blut-Buche an der Lindenberger Str. 35        | (51° 3′ 37,6″ N, 14° 29′ 34″ O)   | ND           |       |        |
| mehr Fotos \| Fotos hochladen | Stiel-Eiche (Quercus robur) am Gondelteich    | (51° 3′ 11,1″ N, 14° 29′ 56,2″ O) | ND           |       |        |